# Plage du Bourg de Sainte-Anne
Pour les articles homonymes, voir Sainte-Anne.
La plage de Sainte-Anne est une plage de sable fin située à Sainte-Anne, en Guadeloupe.
Due à sa position géographique, elle est également connue sous le nom de la plage du Bourg. Elle est située entre la plage de la Caravelle à l'ouest et la plage de Bois-Jolan à l'est.